# Karl Klingemann (Theologe)

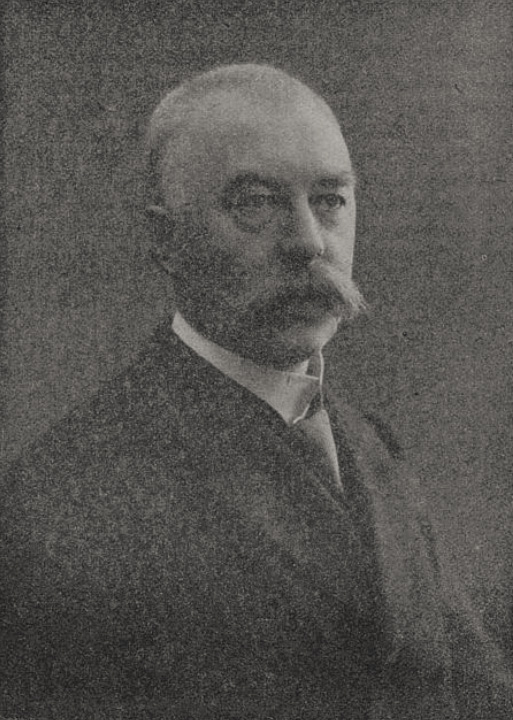
Karl Klingemann, der neue General-Superintendent der Rheinprovinz (1913)

Karl Viktor Klingemann (* 29. November 1859 in London; † 1. Februar 1946 in Bonn) war ein deutscher evangelischer Geistlicher und von 1913 bis 1928 Generalsuperintendent der Rheinprovinz.

## Leben
Karl Klingemann war ein Sohn des gleichnamigen hannoverschen Diplomaten und Freundes von Felix Mendelssohn Bartholdy Karl Klingemann und seiner Frau Sophie (1822–1901), der Halbschwester von Friedrich August Rosen und Schwester von Georg Rosen. Bald nach dem Tod des Vaters 1862 kehrte die Familie nach Deutschland zurück. 1909 publizierte Klingemann den Briefwechsel zwischen seinem Vater und Felix Mendelssohn.
Er studierte Evangelische Theologie an den Universitäten Bonn und Marburg. Während seines Studiums wurde er 1878 Mitglied der Burschenschaft Arminia Marburg. Als Einjährig-Freiwilliger leistete er während des Studiums auch seinen Wehrdienst beim Hessischen Jäger-Bataillon Nr. 11 ab. 1883 bestand er das Kirchliche Examen. Nach seiner Ordination in Berlin wurde er als Pfarrer an die Deutsche Evangelische Gemeinde in Alexandrien entsandt. 1890 kehrte er zurück. Für ein Jahr arbeitete er als Vereinsgeistlicher und Reiseprediger des rheinischen Provinzialausschusses für Innere Mission in Langenberg (Rheinland), heute ein Ortsteil von Velbert. 1891 kam er als Pfarrer nach Essen und wurde hier 1900 der erste Superintendent des neuen Kirchenkreises Essen. 1913 erfolgte seine Berufung zum Generalsuperintendenten der Rheinprovinz der Kirche der Altpreußischen Union mit Sitz in Koblenz.
Nach seiner Pensionierung 1928 zog Klingemann nach Bonn und lehrte als Honorarprofessor an der Theologischen Fakultät der Universität Bonn.
Klingemann lernte 1900 bei einer Kundgebung des Alldeutschen Verbandes am Niederwalddenkmal Heinrich Claß kennen. Als Claß 1908 Vorsitzender des Alldeutschen Verbandes wurde, bestimmte er Klingemann zu seinem Stellvertreter. Klingemann behielt dieses Amt bis zu seiner Ernennung als Generalsuperintendent und blieb auch danach noch aktives Mitglied. Glaube und Vaterlandsliebe, so der Titel seiner Schrift von 1915, fielen bei ihm unkritisch in eins.
Nach 1918 lehnte er als Vertreter des Nationalprotestantismus die Weimarer Republik ab. Er engagierte sich in der Deutschnationalen Volkspartei und war von 1919 bis 1921 ihr Abgeordneter in der verfassunggebenden Preußischen Landesversammlung. 1925 gehörte er zur deutschen Delegation bei der Weltkonferenz für Praktisches Christentum in Stockholm und war Wortführer ihrer nationalprotestantischen Gruppe, die der auf der Konferenz mehrheitlich vertretenen Haltung des Social Gospel und Befürwortung des Völkerbunds wie ein „Block“ (George Kennedy Allen Bell) gegenüberstand.
1933 begrüßte er die Machtübernahmen der Nationalsozialisten, an die er „hohe Erwartungen“ knüpfte, dankte aber gleichzeitig Karl Barth „mit voller Zustimmung“ für dessen kritische Schrift Theologische Existenz heute! und trat bei der Kirchenwahl im Juli 1933 in Bonn als Spitzenkandidat der Liste Evangelium und Kirche gegen die Deutschen Christen an. In den Folgejahren befasste er sich vor allem mit Familienforschung und war nur noch vereinzelt publizistisch tätig.
Er war seit 1891 verheiratet mit Margarethe, geb. Conze (1866–1956), der Tochter eines Seidenfabrikanten in Langenberg. Das Paar hatte vier Kinder, von denen der einzige Sohn Hermann im Ersten Weltkrieg fiel.

## Schriften
- Buddhismus, Pessimismus und moderne Weltanschauung. Essen 1898
- Pilatus. Ein Passionsspiel. Essen 1904
- (Hrsg.) Felix Mendelssohn-Bartholdys Briefwechsel mit Legationsrat Karl Klingemann in London. G. D. Baedeker, Essen, 1909 (Digitalisat im Internet Archive)
- Das Heldentum in der Bibel. Bonn 1915
- Glaube und Vaterlandsliebe. 1915
- Vaterleid. Essen 1918
- Rasse und Volkstum in ihrem Verhältnis zu Religion und Glauben. Ein Missionsproblem. Essen 1929
- Die Lebenskräfte der evangelischen Kirche Rheinlands. Essen 1931
- Das Osterlied „Christ ist erstanden“ als Zeuge deutscher Vergangenheit und deutscher Wanderungen. Vandenhoeck & Ruprecht, Göttingen, 1932
- Ernst Moritz Arndt, ein Kämpfer für Glaube und Freiheit (= Menschen, die den Ruf vernommen, 17). Brunnen, Gießen / Basel, 1937